# Erard de Schaetzen
Erard Armand Marie de Schaetzen (Tongeren, 22 maart 1904 - Ukkel, 4 oktober 1997) was een Belgisch senator en burgemeester van Tongeren voor de Katholieke Partij.

## Levensloop
De Schaetzen was de zoon van baron Joseph de Schaetzen (1870-1940) en van Valérie Roelants (1874-1914) en was de vierde van de zes kinderen in het gezin. Hij trouwde op 6 februari 1940 met Francine de Béco (1917-2002) en ze hadden drie dochters en een zoon, Ghislain de Schaetzen (1951). Erard de Schaetzen nam deel aan de achttiendaagse veldtocht en werd kapitein-commandant.
De Schaetzen, doctor in de rechten, was beroepshalve notaris in Tongeren. Hij werd gemeenteraadslid (sinds 1946) en burgemeester (1946-1952 en 1959-1971) van deze stad. Hij werd als notaris opgevolgd door zijn zoon, die ook burgemeester van Tongeren werd.
Hij was onder meer eredeken van de Confrérie Virga Jesse en commandeur in de Orde van het Heilig Graf. 
Hij werd senator bij de verkiezingen van april 1954 en behield deze functie tot in maart 1968, voor de Katholieke Partij in het arrondissement Hasselt-Tongeren-Maaseik.
De familie De Schaetzen, in 1876 in de adelstand opgenomen, voert de wapenspreuk: Houdt in alles middelmaet, want 't leven maer op Schaetzen gaat. Ridder Erard de Schaetzen kreeg in 1971 de titel van baron, overdraagbaar bij eerstgeboorte.